# Veress Elemér
Veress Elemér (Kolozsvár, 1876. január 4. – Szeged, 1959. március 31.) magyar orvos, egyetemi tanár, rektor, amatőr festő, Veress Ferenc fényképész fia, Veress Zoltán festő testvére.

## Életpályája
Egyetemi tanulmányait Kolozsváron végezte 1899-ben. 1900-ban Udránszky László kolozsvári egyetemi élettani intézetében lett tanársegéd, 1906-ban pedig magántanár, majd 1911-ben az élettan nyilvános rendkívüli tanára. 1913-tól nyilvános rendes tanár. A kolozsvári egyetem 1919-es kiutasítása után 1921-ben a Szegedre költözött egyetemen lett az élettan nyilvános rendes tanára és az élettani intézet igazgatója. Az 1931–32-es tanévben az egyetem rektora volt. 1946-ban nyugalomba vonult.

## Munkássága
Munkássága széles körű, és az élettan legfontosabb területeit öleli fel. Az orvosi munkássága mellett jelentősek a festészeti munkái is. Több kiállításon vett részt. A korabeli újságok (pl. a Magyar Polgár) a kiállításokról készült írásokban rendszeresen dícsérik Veress Elemér festményeit, akvarelljeit. Az 1940-es években több kalotaszegi akvarellt készített. Ezek közül ismertebbek A sztánai temető (1942) és A kalotanádasi román fatemplom (1943).

### Könyvei
- Az élettan tankönyve (Budapest, 1913)
- Az izomnak meleggel előidézhető merevségéről különös tekintettel a merevedő izom élettani tevékenységére (Budapest, 1922).